# Dedi (Hassegau)
Dedi (auch Téti, Dadi, Dadanus; † 957) war ein Graf im Hassegau in der Mitte des 10. Jahrhunderts.
Dedi wird in einer Urkunde König Ottos I. des Großen vom 26. September 949 als Graf des Hassegaus genannt. Sein Todesjahr ist im Fuldaer Nekrolog verzeichnet. Wahrscheinlich ist er mit dem Grafen Dadi/Dadanus identisch, der bei Widukind von Corvey zweimal genannt wird: Einmal als ein Gefolgsmann König Ottos I., den er 939 im Kampf gegen dessen rebellischen Bruder Heinrich unterstützte und diesem mehrere Burgen durch eine geschickte List abnahm. Kurz nach 953 wurde er hingegen vom König verbannt, vermutlich weil er sich der Rebellion des Liudolf angeschlossen hatte.
Aufgrund seines Namens ist Dedi in der Geschichtsliteratur ein zentraler Diskussionspunkt ob der Herkunft des deutschen Uradelsgeschlechts der Wettiner. In seiner Genealogie des Hauses Wettin von 1897 sieht Otto Posse den Grafen Dedi (Téti) als Vater der zwei in der Schlacht am Kap Colonna (13. Juli 982) gefallenen Adligen Burchard und Dedi an. Weiterhin rechnet er ihm Dietrich I. (Thiedrico), den ersten sicheren Vertreter der Wettiner, als dritten Sohn zu. 